# Voleibol de praia nos Jogos Pan-Americanos de 2007
O voleibol de praia nos Jogos Pan-Americanos de 2007 foi realizado na arena montada na Praia de Copacabana entre os dias 16 e 22 de julho, com dezesseis duplas nos torneios masculino e feminino.

## Países participantes
17 países foram representados nos torneios de voleibol de praia. Todos os países tiveram duplas nos dois torneios, exceto Trinidad e Tobago, que participou apenas do torneio feminino, e Chile, que foi representado apenas no masculino.
| - ARG Argentina (4) - BRA Brasil (4) - CAN Canadá (4) - CHI Chile (2) - COL Colômbia (4) - CRC Costa Rica (4) - CUB Cuba (4) - ESA El Salvador (4) - ECU Equador (4) | - USA Estados Unidos (4) - GUA Guatemala (4) - MEX México (4) - NCA Nicarágua (4) - PUR Porto Rico (4) - URU Uruguai (4) - VEN Venezuela (4) - TRI Trinidad e Tobago (2) |

## Medalhistas
| Evento             | Ouro                                        | Prata                                     | Bronze                                   |
| ------------------ | ------------------------------------------- | ----------------------------------------- | ---------------------------------------- |
| Feminino detalhes  | Juliana Silva Larissa França BRA Brasil     | Dalixia Fernández Tamara Larrea CUB Cuba  | Mayra López Bibiana Candelas MEX México  |
| Masculino detalhes | Ricardo Alex Santos Emanuel Rego BRA Brasil | Hans Stolfus Ty Loomis USA Estados Unidos | Leonel Munder Francisco Alvarez CUB Cuba |

## Quadro de medalhas
| Ordem | País               | Medalha de ouro | Medalha de prata | Medalha de bronze |   |
| ----- | ------------------ | --------------- | ---------------- | ----------------- | - |
| 1     | BRA Brasil         | 2               |                  |                   | 2 |
| 2     | CUB Cuba           |                 | 1                | 1                 | 2 |
| 3     | USA Estados Unidos |                 | 1                |                   | 1 |
| 4     | MEX México         |                 |                  | 1                 | 1 |
| TOTAL | TOTAL              | 2               | 2                | 2                 | 6 |